# اس‌پی‌اکس
اس‌پی‌اکس (انگلیسی: SPX) شرکت خوشه‌ای آمریکایی است، که در سال ۱۹۱۲ تأسیس شد.